# کالو لیلو
کالو لیلو (استونیایی: Kalev Lillo؛ زادهٔ ۳۰ نوامبر ۱۹۶۶) سیاستمدار و نماینده سابق مجلس اهل استونی است.